# タイム・マップ
『タイム・マップ』は宝塚歌劇団の作品。月組公演。

## 宝塚大劇場公演
形式名は「グランド・ショー」。18場。
公演期間は1971年2月27日から3月24日まで。
併演は『ドン・ホセの一生』。

### スタッフ
- 作・演出：内海重典
- 作曲・編曲：寺田瀧雄・入江薫・吉崎憲治
- 音楽指揮：溝口堯
- 振付：岡正躬・喜多弘・山田卓・司このみ
- 装置：石浜日出雄
- 衣装：静間潮太郎・今井晃子
- 照明：今井直次
- 小道具：万波一重
- 効果：川ノ上智洋
- 音響監督：松永浩志
- 演出補：柴田侑宏
- 演出助手：太田哲則
- 制作：平松悟

### 主な出演
- 歌う青年：古城都
- 歌う男：南原美佐保
- 歌う女：笹潤子
- 歌う女、スターを夢見る娘：初風諄
- 踊る男：大滝子・榛名由梨・叶八千矛・川路真沙・常花代
- 踊る女：青園宴・小松美保

## 新宿コマ劇場公演
公演期間は1971年5月2日から5月28日まで。
併演は『ラプソディ』。
主なスタッフに内海重典がいる。

## 宝塚大劇場・新宿コマ劇場以外の公演
主なスタッフに内海重典がいる。

### 名古屋・中日劇場公演
公演期間は1971年10月9日から10月18日まで。
併演は『ドン・ホセの一生』。

### 公演場所は前橋、水戸、仙台、福島、諏訪、桑名、小牧
公演期間は1972年1月15日から1月25日まで　
併演は『牛飼い童子』。